# Marin Ier
Pour les articles homonymes, voir Marin.
Marin Ier, né en 830 à Gallese, est pape de 882 au 15 mai 884, le 108e de l'Église catholique.
Le nom de Marin a été confondu au Moyen Âge avec celui de Martin. Par conséquent, Marin Ier et Marin II ont été pendant longtemps listés à tort sous les noms de Martin II et Martin III. Cela explique que les listes de papes actuelles comprennent Martin Ier, Martin IV et Martin V, mais ni Martin II, ni Martin III.
Ordonné évêque par le pape Jean VIII, il fut envoyé à trois reprises comme légat à Constantinople et fut chargé d'y prononcer la sentence d'excommunication du patriarche de Constantinople Photios Ier. Son court pontificat fut marqué par l'ajout du Filioque dans la formule du Credo.